# Ian Botham's Test Match
Ian Botham's Test Match is een computerspel dat in 1984 uitgebracht werd door Tynesoft voor de Commodore 64. Met het spel kan de speler cricket spelen. Het perspectief van het spel is in de derde persoon. Het spel wordt bestuurd met het toetsenbord of de joystick. De speler kan een team maken met voor de teamgenoten eigen namen.

## Platforms
| Jaar | Platform                                  |
| ---- | ----------------------------------------- |
| 1984 | Commodore 64                              |
| 1985 | Amstrad CPC, ZX Spectrum                  |
| 1986 | BBC Micro, Electron, Commodore 16, Plus/4 |